# 71 (číslo)
Sedmdesát jedna je přirozené číslo. Následuje po číslu sedmdesát a předchází číslu sedmdesát dva. Řadová číslovka je sedmdesátý první nebo jednasedmdesátý. Římskými číslicemi se zapisuje LXXI.

## Matematika
71 je:
- dvacáté prvočíslo a také emirp
- nepříznivé číslo
- nešťastné číslo.

## Chemie
- 71 je atomové číslo lutecia, neutronové číslo druhého nejméně běžného přírodního izotopu telluru a nukleonové číslo méně běžného přírodního izotopu gallia (tím běžnějším je 69Ga)http://www.nndc.bnl.gov/chart/reCenter.jsp?z=31&n=40 Archivováno 8. 2. 2017 na Wayback Machine..

## Kosmonautika
- STS-71 byla mise raketoplánu Atlantis. Cílem letu bylo první spojení raketoplánu s ruskou orbitální stanicí Mir. Raketoplánem se na Zemi vracela původní tříčlenná posádka stanice, kterou vystřídala nová dvoučlenná posádka.

## Roky
- 71
- 71 př. n. l.
- 1971